# Critias
Critias (griego antiguo Κριτίας) (460 a. C.-403 a. C.) fue un sofista griego nacido en Atenas. Hijo de Calescro, fue tío carnal de Platón. 
Aunque es principalmente recordado por haber formado parte del gobierno de los Treinta Tiranos impuesto por los espartanos tras su victoria sobre Atenas, también produjo una amplia gama de obras, además de dedicarse a la enseñanza y la poesía. 
Critias es una de las figuras atenienses más enigmáticas y polémicas del siglo V a. C. Pocos escritores de la Grecia clásica fueron tan prolíficos. Existe cierto disenso acerca de la autoría de algunas obras que se le atribuyen, conservándose únicamente fragmentos de las mismas.

## Biografía

### Primeros hechos
La primera aparición de Critias en la historia, es como uno de los hermocópidas, es decir, uno de los implicados en la mutilación de los hermas en el 415 a. C. Critias es mencionado en el testimonio de Andócides durante el curso de la investigación del crimen, a pesar de que nada más se sabe acerca de su participación en dicho sacrilegio. También hay referencias esporádicas a Critias en algunos de los acontecimientos principales de los últimos años de la guerra del Peloponeso. No se sabe a ciencia cierta si era miembro del gobierno oligárquico de Los Cuatrocientos, en el 411 a. C., pero siguió a Frínico, el oligarca radical y cabecilla de Los Cuatrocientos tras la caída del régimen en el 410 a. C.

### Carrera política
En los años posteriores a la caída del régimen, Critias estuvo implicado activamente en política como asociado de Alcibiades. Critias proclama en uno de sus poemas elegíacos que propuso la vuelta de Alcibiades del exilio, probablemente alrededor del año 408 a. C. (fragmentos 4 y 5). Debido a la opinión popular ateniense contra Alcibiades, Critias probablemente siguió a Alcibiades al exilio en el año 406 a. C. Durante este tiempo, Critias estuvo implicado en una insurrección en Tesalia, pero se desconoce el alcance de su participación, aparte de la enigmática declaración de defensa de Terámenes sobre el juicio y la ejecución de los generales atenienses acusados de no rescatar a los supervivientes en la batalla de Arginusas: 

[Critias] estaba en Tesalia organizando la democracia con Prometeo y armaba a los penestes contra sus amos.

No se posee suficiente información sobre la historia de Tesalia, como para saber quién era Prometeo, o determinar la naturaleza de la revolución "democrática" en la cual Critias pudo estar implicado.
A la llegada de su exilio en la primavera del año 404 a. C., Critias era uno de los cinco cabecillas que dirigían varias facciones oligárquicas de la posguerra ateniense Critias era también miembro principal de los Treinta Tiranos, cuyo reinado de terror brutal en los años 404 a. C. y 403 a. C. fue vivamente relatado por Jenofonte. En el reinado de terror de los Treinta Tiranos se procedió a ejecuciones sumarias, a incautación de propiedades y al exilio de cientos de demócratas atenienses. Incluso Terámenes, uno de los miembros fundadores de los Treinta, fue ejecutado sin derecho a réplica tras haberse opuesto a Critias en público. Otra víctima de los Treinta fue el aún exiliado Alcibiades, que permanecía en su estado fortificado de Tracia. Según los informes de Cornelio Nepote y Plutarco, que se encargaron de hacer biografías de Alcibiades más tarde, fue el propio Critias, su viejo compañero, quien ordenó su asesinato en el año 403 a. C.
Hay indicios de que Critias tenía cierto grado de control sobre la caballería ateniense y sobre Los Once, que actuaban como verdugos. Critias también parece ser el guía de los elementos más extremistas de Los Treinta. Se convirtió en su indiscutido dirigente tras la ejecución de Terámenes en el año 403 a. C. También aparece como uno de los principales legisladores de la oligarquía.
Independientemente de cuáles fueran los planes de Critias y Los Treinta para el establecimiento de un nuevo régimen oligárquico en Atenas, los mismos fueron desbaratados abruptamente por los éxitos militares de un grupo de exiliados prodemocráticos encabezado por Trasíbulo en el puesto fronterizo ateniense de Filé y en la ciudad portuaria de El Pireo.
En un solo día, en mayo del año 403 a. C., en una batalla entre las fuerzas comandadas por Trasíbulo, las fuerzas de Critias y los partidarios de Los Treinta, la mente maestra del movimiento oligárquico fue derrotado. En aquella época Critias, comandante de la falange, optó por una línea de cincuenta escudos hoplitas. Los propios miembros de Los Treinta se encontraban entre las primeras filas, en el extremo izquierdo de la falange. Lejos de evitar el peligro del campo de batalla, Critias se colocó en el extremo izquierdo de la línea. Sin embargo, la formación de la falange en una columna profunda falló, lo que costó muchas vidas en una batalla sangrienta. Critias fue uno de los más de setenta que perdieron la vida en ella. La muerte de Critias dejó a los miembros restantes de Los Treinta y a otros 3000 hombres sin dirigente y confusos. Las tentativas de establecer un nuevo gobierno oligárquico fallaron y la democracia fue restaurada poco tiempo después.
Se erigió un monumento a Critias y Los Treinta, en el que se podía ver la personificación de la oligarquía llevando antorchas y dando fuego a la democracia. Una inscripción en la base del monumento rezaba 

«Esto es un monumento conmemorativo a esos nobles hombres que liberaron de los orgullosos (hibris) a los demócratas atenienses durante un breve periodo». El precio que tuvieron que pagar por ello fue la vida de al menos 1500 atenienses.

Platón admite en su séptima carta que el comportamiento extremo de Critias así como el de otro primo suyo, Cármides (dirigente de Los Diez que gobernaron El Pireo durante el gobierno de Los Treinta) alejaron cualquier pensamiento acerca de que él hubiera podido tener una carrera política.

## Perspectivas antiguas sobre Critias
Jenofonte caracterizó a Critias como un tirano despiadado, sin moral, cuyos crímenes podrían haber desembocado en la muerte de Sócrates. Filóstrato continuó extendiendo esta visión negativa de Critias, a quien llamó «el mayor malvado... de todos los hombres». Por otra parte, en cuatro diálogos de Platón (Lisis, Cármides, Critias y Timeo), Critias aparece como un miembro refinado e instruido de una de las familias aristocráticas más antiguas y distinguidas de Atenas, así como un participante de la cultura filosófica ateniense.[cita requerida]
Aunque estas representaciones de Critias difieran tanto, no se contradicen. La familia de Critias estaba entre las más prominentes de los viejos clanes eupátridas aristocráticos que habían gobernado Atenas antes de la llegada de la democracia. No menos de cuatro de sus antepasados directos habían sido arconte epónimos, el mayor cargo al que se podía llegar en el estado de Atenas. Uno de ellos fue Drópides en los años 645 a. C. y 644 a. C. Solón era uno de sus parientes más famosos, y tanto Solón como el poeta Anacreonte elogiaron a los antepasados de Critias en sus poemas.
Aunque no hay constancia literaria acerca de la juventud de Critias, su biógrafo Filóstrato dijo que la enseñanza que obtuvo Critias fue de la clase más noble, y Ateneo dice que su entrenamiento como flautista lo hizo famoso en su juventud. Existe un fragmento de una dedicatoria en dos victorias en los Juegos Ístmicos y dos victorias en los Juegos Nemeos en el 438 a. C. en el que puede que se miente a Critias, hijo de Calescro, aunque la restauración del nombre sigue siendo incierta. Aunque parece claro que Critias sobresalió en dos de los elementos más importantes de la educación ateniense tradicional: la música y el atletismo.
Si Platón hubiera divulgado exactamente el carácter de figuras históricas en sus diálogos, tal vez dichos diálogos hubieran proporcionado más rasgos del carácter y el comportamiento de Critias. En el Protágoras de Platón, Critias aparece entre los sofistas principales (Protágoras, Hipias mayor, Pródico) y la élite educada de Atenas. En el Protágoras, Critias participa en el diálogo junto a Alcibíades. Este emparejamiento parece irónico, ya que Jenofonte había relatado la cólera ateniense sobre el comportamiento imprudente y destructivo de Critias y Alcibíades, ambos discípulos de Sócrates, asociación fue una de las razones que motivaron la ejecución del último en el año 399 a. C. Es significativo que la única contribución de Critias en dicha discusión filosófica fuera una súplica a los participantes a ser imparciales y justos en un punto en el cual los presentes parecían más a favor de Sócrates o de Protágoras. En contraste con la representación de Jenofonte como tirano despiadado, la representación de Critias, hecha por Platón, como ejemplo de moderación es un contrapunto notable.
Un papel más sustancial de Critias en el Cármides, que se abre con el regreso de Sócrates de la batalla de Potidea en el año 432 a. C., proporciona un contraste igualmente notable frente a la visión de Jenofonte y otros. El diálogo se centra en el significado de sophrosyne (autodominio), que Cármides, claramente siguiendo el camino iniciado por su primo y guardián Critias, definió para Sócrates como "pensar en las tareas propias".
Aunque esta definición, en particular, se abandona en la discusión descrita en el Cármides, reaparece en una forma ampliada como el último significado del dikaiosyne (justicia) en La República: 

que cada individuo debe actuar en los asuntos de la ciudad tan bien como sea capaz de hacerlo".

Esta definición de la justicia (dikaiosyne), es sostenida por Platón como la virtud más alta y es su pilar central en su concepto utópico de ordenar las clases sociales y políticas del estado ideal. 
Critias es también un personaje principal en el Timeo y en el Critias, que se basan en el día después de los acontecimientos acaecidos en la república, en el año 421 a. C. Critias relata la historia de Atlantis y su guerra contra Atenas hace unos 9000 años. Él había escuchado esta historia de su abuelo, quien a su vez la había escuchado de su pariente, el legislador Solón. La historia, que según Critias había sido preservada por sacerdotes egipcios, presenta un retrato idealizado de una Atenas antigua que encajaba fielmente en el estado utópico descrito en La República. Lo que es realmente significativo es que Platón eligiera a Critias como el reportero del mito de Atlantis. De esta forma Platón ensalza a su primo como un hombre que sabe de historia antigua, de una época en la que los gobiernos se asemejaron a la utopía de La República y no a los sistemas imperfectos griegos de gobierno del siglo IV a. C.

### Relación con Sócrates
Entre las leyes bosquejadas por Critias, había un decreto de prohibición de 

instrucción en el arte de palabras.

Jenofonte cuenta que Sócrates respondió con una contestación sarcástica: 

si alguien fuera un pastor e hiciera su rebaño menor y más pobre, él no diría que es un mal pastor; si alguien fuera un dirigente de una ciudad e hiciera a sus ciudadanos más pobres, él no estaría avergonzado ni pensaría que es un mal dirigente.

Aunque es la relación entre Critias y su profesor anterior la que Jenofonte niega, es Caricles quien amenaza a Sócrates con el castigo si no renuncia a seguir haciendo declaraciones contra el régimen. Critias permanece en el fondo de la conversación, haciendo solamente una observación acerca de la afinidad del filósofo 

a los curtidores, a los artesanos y a los trabajadores del bronce.

En otro cara a cara, Sócrates regaña a Critias por su atracción y comportamiento excesivamente celoso por un hermoso joven llamado Eutidemo diciendo que él se frotaba contra otro hombre joven 

como un pequeño cerdo que se rasca contra una roca.

 Anécdotas como estas de Sócrates y de Critias muestran que ambos se divertían y se conocían mutuamente, pero también estaban a menudo en desacuerdo el uno con el otro. 
A pesar de las amenazas de y la obvia tensión que había entre los dos, Sócrates sobrevivió al terror y a la guerra civil posterior. Quizás fue por la insistencia de Critias por la que el comportamiento insubordinado de Sócrates fue pasado por alto durante el terror. Fuera la que fuera la razón, está claro en los acontecimientos del enjuiciamiento de Sócrates en el año 399 a. C. y las reprimendas dispersadas en la literatura de los siglos IV y III a. C. que la unión entre Critias y el filósofo se propagó rápidamente en la mente popular.

## Legado
En un fragmento de su drama Sísifo —hoy perdido—, Critias nos legó una de las críticas racionalistas de la religión más comentadas. Nos describe cómo, en un principio, los seres humanos habrían vivido como bestias salvajes según la ley del más fuerte; más tarde se crearon las leyes y los castigos, pero los hombres actuaban en secreto con maldad. Fue entonces cuando un hombre «inteligente y astuto» ideó a los dioses, que todo lo ven y oyen, para aterrorizar así a los malos y que no se atrevieran a delinquir (ni siquiera de palabra o pensamiento). Tal inventor, a pesar de que «había velado la verdad con un cuento falso», habría creado de este modo la religión como un apoyo sutil con el que contaría el Estado para sostener las convenciones legales. Sin embargo, dado que carecemos del contexto completo en que figuraba la cita, no sabemos con certeza si esta refleja la opinión que en realidad sostenía el propio Critias.